# Camille Winbush
Camille Simoine Winbush (Culver City, California, 9 de febrero de 1990) es una actriz y cantante estadounidense, conocida por sus papeles como Emma Aimes en la comedia Minor Adjustments, Vanessa "Nessa" Thomkins en The Bernie Mac Show, y como Lauren Treacy en el drama adolescente The Secret Life of the American Teenager. Sus trabajos en televisión le han valido tres premios Image y un premio Young Artist.

## Biografía
Winbush nació en Culver City, California, el 9 de febrero de 1990, siendo hija única de Anthony y Alice Winbush. Ella nunca asistió a la escuela pública, ya que fue educada en casa por un maestro mientras actuaba cuando era niña. Winbush también fue una gimnasta durante su infancia.

## Carrera
Winbush hizo su debut como actriz en la serie de televisión Viper en 1994, interpretando el papel de Lucy Wilkes. Al año siguiente, participó en su primera película, Dangerous Minds. Apareció recurrentemente en la comedia Minor Adjustments (1995-1996) como Emma Aimes, la hija del personaje de Rondell Sheridan. Winbush repitió su papel de Emma en la serie de televisión Brotherly Love, en un episodio especial de Halloween.
Interpretó a una niña llamada Camille en Eraser (1996), y apareció como Pearline, una ratoncita de biblioteca, en Ghost Dog: The Way of the Samurai (1999). Winbush tuvo un papel recurrente en 7th Heaven y prestó su voz a Ashley Tomossian en la serie animada de Disney Recess. En el año 2000, participó en la producción musical de Disney Geppetto.
La gran oportunidad de Winbush llegó en el año 2001, cuando fue elegida para interpretar a Vanessa "Nessa" Thomkins en The Bernie Mac Show, un papel que interpretó hasta que la serie finalizó en 2006. Durante su participación en el programa, Winbush obtuvo numerosas nominaciones a premios por su papel, ganando tres premios NAACP Image Awards como Mejor Actriz de Reparto en una Serie de Comedia, y un Premio Young Artist como Mejor Actuación en una Serie de Televisión (Comedia o Drama) - Actriz Joven Protagónica en 2006.
Ha aparecido como estrella invitada en varias series de televisión come Strong Medicine, Criminal Minds, That's Life, The Norm Show, NYPD Blue y Any Day Now. En 2007, apareció en un episodio de Grey's Anatomy.
De 2008 a 2013, Winbush interpretó a Lauren Treacy, un personaje recurrente en The Secret Life of the American Teenager. Winbush fue elegida para interpretar a Miriam en la serie web The Choir, reemplazando a Idara Victor. Proporcionó la voz de Rhonda en Children of Ether e interpretó a Syrena en Cannon Busters, ambas producciones del animador LeSean Thomas.

### Otros trabajos
En 2002, Winbush grabó la canción "One Small Voice", junto con las cantantes Myra y Taylor Momsen. También lanzó la canción "The Night Before Christmas Song" para el álbum recopilatorio School's Out! Christmas. También cantó en la banda sonora de la película  musical de Disney Geppetto.
Cuando era adolescente, Winbush tenía una heladería a la que llamó Baked Ice, ubicada en Pasadena, California. Se inauguró en 2003, y su tía supervisaba la tienda cuando Winbush no estaba disponible. Recibió un premio Teenpreneur de Black Enterprise en 2004.
En febrero de 2021, Winbush abrió una cuenta en OnlyFans.

## Filmografía
| Año       | Título                                          | Papel                       | Notas                  |
| --------- | ----------------------------------------------- | --------------------------- | ---------------------- |
| 1994      | Viper                                           | Lucy Wilkes                 | 3 episodios            |
| 1995      | CBS Schoolbreak Special                         | April Balck                 | 1 episodio             |
| 1995      | Dangerous Minds                                 | Tyeisha Roberts             |                        |
| 1995      | Minor Adjustments                               | Emma Aimes                  | 20 episodios           |
| 1995      | Brotherly Love                                  | Emma Aimes                  | 1 episodio             |
| 1996      | Eraser                                          | Camille                     |                        |
| 1996-1999 | 7th Heaven                                      | Lynn Hamilton               | 6 episodios            |
| 1997      | Happily Ever After: Fairy Tales for Every Child | Niña                        | 1 episodio             |
| 1997      | Hangin' with Mr. Cooper                         | Lil Hot Foot                | 1 episodio             |
| 1998      | NYPD Blue                                       | Chloe                       | 1 episodio             |
| 1999      | Ghost Dog: The Way of the Samurai               | Pearline                    |                        |
| 1999      | Ladies Man                                      | Niña Scout #2               | 1 episodio             |
| 1999      | Any Day Now                                     | Mavis                       | 1 episodio             |
| 1999-2000 | Recess                                          | Ashley 'Ashley T' Tomossian | 4 episodios            |
| 2000      | Geppetto                                        |                             | Película de televisión |
| 2000      | Dinosaur                                        | Lemur hembra                | Voz                    |
| 2000      | The Norm Show                                   | Molly                       | 1 episodio             |
| 2000      | The Tangerine Bear: Home in Time for Christmas! | Oso #3/Niña                 | Voz                    |
| 2001-2006 | The Bernie Mac Show                             | Vanessa "Nessa" Thomkins    | 104 episodios          |
| 2003      | Strong Medicine                                 | Vinetta                     | 1 episodio             |
| 2005      | ER                                              | Trisha                      | 1 episodio             |
| 2007      | Criminal Minds                                  | Ally                        | 1 episodio             |
| 2007      | Grey's Anatomy                                  | Camille Travis              | 1 episodio             |
| 2008-2013 | The Secret Life of the American Teenager        | Lauren Treacy               | Papel recurrente       |
| 2015      | The Choir                                       | Miriam                      | 4 episodios            |
| 2017      | Children of Ether                               | Rhonda Vega                 | Voz                    |
| 2019      | Cannon Busters                                  | Syrena, Voces adicionales   | Doblaje en inglés      |
| 2022      | Holiday Hideaway                                | Carly                       |                        |

## Premios y nominaciones
| Año  | Premios             | Categoría                                                                                 | Trabajo nominado    | Resultado |
| ---- | ------------------- | ----------------------------------------------------------------------------------------- | ------------------- | --------- |
| 1996 | Young Artist Awards | Mejor interpretación de una actriz menor de 10 años: televisión                           | Minor Adjustments   | Nominada  |
| 2003 | Image Awards        | Mejor actriz de reparto en una serie de comedia                                           | The Bernie Mac Show | Nominada  |
| 2003 | Prism Awards        | Actuación en una serie de comedia                                                         | The Bernie Mac Show | Nominada  |
| 2004 | BET Comedy Awards   | Mejor Actriz de Reparto en una Serie de Comedia                                           | The Bernie Mac Show | Nominada  |
| 2004 | Image Awards        | Mejor Actriz de Reparto en una Serie de Comedia                                           | The Bernie Mac Show | Ganadora  |
| 2005 | BET Comedy Awards   | Mejor actriz de reparto en una serie de comedia                                           | The Bernie Mac Show | Nominada  |
| 2005 | Image Awards        | Mejor Actriz de Reparto en una Serie de Comedia                                           | The Bernie Mac Show | Ganadora  |
| 2006 | Image Awards        | Mejor Actriz de Reparto en una Serie de Comedia                                           | The Bernie Mac Show | Ganadora  |
| 2006 | Young Artist Awards | Mejor interpretación en una serie de televisión (comedia o drama): actriz principal joven | The Bernie Mac Show | Ganadora  |